# Paraboea changjiangensis
Paraboea changjiangensis là một loài thực vật có hoa trong họ Tai voi. Loài này được F.W. Xing & Z.X. Li mô tả khoa học đầu tiên năm 1993.